# Atletica leggera ai Giochi della XIV Olimpiade - 200 metri piani maschili

Video della Finale (film ufficiale dei Giochi)

La competizione dei 200 metri piani maschili di atletica leggera ai Giochi della XIV Olimpiade si è disputata nei giorni 2 e 3 agosto 1948 allo Stadio di Wembley a Londra

## L'eccellenza mondiale
| Primatisti europei:        | 21"0   | Jacob Scheuring Harald Mellerowicz | Germania assente |
| Primatisti mond.li stag.li | 20"7 = | Melvin Patton Norwood Ewell        | Presente         |

1. ↑  Prestazione ottenuta alle selezioni olimpiche il 10 luglio.

Melvin Patton, più giovane del rivale Norwood "Barney" Ewell di 6 anni, aveva notato che Ewell finiva di muovere il piede 10 iarde prima della fine della curva. Patton decide di anticipare di 10 iarde (9 metri) Ewell, così da avere un vantaggio su di lui, stando attento a non pestare la riga.

Ai Trials mette in atto questa strategia e vince il titolo battendo il rivale di stretta misura. Entrambi sono cronometrati in 20"7, record nazionale eguagliato.

## La gara
A Londra i 200 metri si disputano dopo i 100 e due giorni prima dei 400. Sono presenti tutti i centometristi ed anche qualche illustre quattrocentista, come Herbert McKenley, primatista mondiale sulla distanza è l'americano Cliff Bourland. Sono proprio Bourland e McKenley i più veloci nei turni eliminatori, con 21"3 per entrambi.

Finale: Herbert McKenley ottiene la non favorevole prima corsia. Dopo di lui gli specialisti Patton (seconda) e Ewell (quarta).

Patton è fortunato perché può vedere Ewell. Ripete la stessa strategia dei Trials e vince, sempre di un'incollatura, su Ewell.

Dietro di loro, McKenley non sa reagire al ritorno del panamense Lloyd La Beach, che gli soffia la terza posizione.

## Risultati

### Turni eliminatori
| 12 Batterie        | 2 agosto | 51 partenti   | Si qualificano i primi 2. |
| 4 Quarti di finale | 2 agosto | 6 + 6 + 6 + 6 | Si qualificano i primi 3. |
| 2 Semifinali       | 3 agosto | 6 + 6         | Si qualificano i primi 3. |
| Finale             | 3 agosto | 6 concorrenti |                           |

### Batterie
| Pos. | Atleta           | Nazione  | Tempo |
| ---- | ---------------- | -------- | ----- |
| 1    | Herbert McKenley | Giamaica | 21"3  |
| 2    | Edward Haggis    | Canada   | 22"2  |
| 3    | Haukur Clausen   | Islanda  | 22"2  |
| 4    | Stanley Lines    | Bermuda  |       |

| Pos. | Atleta            | Nazione       | Tempo |
| ---- | ----------------- | ------------- | ----- |
| 1    | Paul Vallé        | Gran Bretagna | 22"3  |
| 2    | John De Saram     | Ceylon        | 23"1  |
| 3    | Bernabe Lovina    | Filippine     | 23"2  |
| 4    | Stefanos Petrakis | Grecia        |       |

| Pos. | Atleta                   | Nazione    | Tempo |
| ---- | ------------------------ | ---------- | ----- |
| 1    | Rafael Fortún            | Cuba       | 21"9  |
| 2    | Dennis Shore             | Sudafrica  | 22"1  |
| 3    | Nuno Rodrígues de Morais | Portogallo | 22"6  |

| Pos. | Atleta            | Nazione     | Tempo |
| ---- | ----------------- | ----------- | ----- |
| 1    | Barney Ewell      | Stati Uniti | 21"6  |
| 2    | Abram van Heerden | Sudafrica   | 21"8  |
| 3    | Angel García      | Cuba        | 22"2  |
| 4    | Fernand Linssen   | Belgio      |       |
| 5    | Hazzard Dill      | Bermuda     |       |
| 6    | Ali Salman        | Iraq        |       |

| Pos. | Atleta         | Nazione  | Tempo |
| ---- | -------------- | -------- | ----- |
| 1    | Julien Lebas   | Francia  | 22"0  |
| 2    | Rosalvo Ramos  | Brasile  | 22"2  |
| 3    | Basil McKenzie | Giamaica | 22"4  |

| Pos. | Atleta          | Nazione     | Tempo |
| ---- | --------------- | ----------- | ----- |
| 1    | Melvin Patton   | Stati Uniti | 21"6  |
| 2    | Leslie Laing    | Giamaica    | 21"8  |
| 3    | Guillermo Geary | Argentina   | 23"0  |
| 4    | Duncan White    | Ceylon      |       |

| Pos. | Atleta              | Nazione       | Tempo |
| ---- | ------------------- | ------------- | ----- |
| 1    | Gerardo Bönnhoff    | Argentina     | 22"2  |
| 2    | John Fairgrieve     | Gran Bretagna | 22"2  |
| 3    | Raúl Mazorra        | Cuba          | 23"0  |
| 4    | Kemal Aksur         | Turchia       |       |
| 5    | Guillermo Rodríguez | Messico       |       |

| Pos. | Atleta            | Nazione           | Tempo |
| ---- | ----------------- | ----------------- | ----- |
| 1    | Clifford Bourland | Stati Uniti       | 21"3  |
| 2    | Aroldo da Silva   | Brasile           | 21"9  |
| 3    | Georgie Lewis     | Trinidad e Tobago | 22"4  |
| 4    | Walter Pérez      | Uruguay           |       |
| 5    | Peter Bloch       | Norvegia          |       |

| Pos. | Atleta               | Nazione   | Tempo |
| ---- | -------------------- | --------- | ----- |
| 1    | John Treloar         | Australia | 21"7  |
| 2    | Muhammad Sharif Butt | Pakistan  | 22"8  |
| 3    | Raşit Öztaş          | Turchia   | 23"0  |
| 4    | Perry Johnson        | Bermuda   |       |

| Pos. | Atleta                | Nazione       | Tempo |
| ---- | --------------------- | ------------- | ----- |
| 1    | Alastair McCorquodale | Gran Bretagna | 22"3  |
| 2    | Santiago Ferrando     | Perù          | 22"5  |
| 3    | Fernand Bourgaux      | Belgio        | 22"9  |
| 4    | Étienne Bally         | Francia       |       |

| Pos. | Atleta        | Nazione     | Tempo |
| ---- | ------------- | ----------- | ----- |
| 1    | Juan López    | Uruguay     | 22"1  |
| 2    | Ivan Hausen   | Brasile     | 22"2  |
| 3    | Gabe Scholten | Paesi Bassi | 22"2  |
| 4    | Maung Sein Pe | Birmania    |       |

| Pos. | Atleta         | Nazione     | Tempo |
| ---- | -------------- | ----------- | ----- |
| 1    | Lloyd LaBeach  | Panama      | 21"4  |
| 2    | Jan Lammers    | Paesi Bassi | 22"0  |
| 3    | Donald Pettie  | Canada      | 22"0  |
| 4    | Mario Fayos    | Uruguay     |       |
| 5    | Joseph Stéphan | Francia     |       |

### Quarti di finale
| Pos. | Atleta           | Nazione       | Tempo |
| ---- | ---------------- | ------------- | ----- |
| 1    | Herbert McKenley | Giamaica      | 21"3  |
| 2    | Barney Ewell     | Stati Uniti   | 21"8  |
| 3    | Paul Vallé       | Gran Bretagna | 22"1  |
| 4    | Jan Lammers      | Paesi Bassi   |       |
| 5    | Julien Lebas     | Francia       |       |
| 6    | Rosalvo Ramos    | Brasile       |       |

| Pos. | Atleta            | Nazione     | Tempo |
| ---- | ----------------- | ----------- | ----- |
| 1    | Clifford Bourland | Stati Uniti | 21"3  |
| 2    | John Treloar      | Australia   | 21"5  |
| 3    | Aroldo da Silva   | Brasile     | 22"0  |
| 4    | Gerardo Bönnhoff  | Argentina   |       |
| 5    | Dennis Shore      | Sudafrica   |       |
| 6    | John De Saram     | Ceylon      |       |

| Pos. | Atleta            | Nazione       | Tempo |
| ---- | ----------------- | ------------- | ----- |
| 1    | Lloyd LaBeach     | Panama        | 21"7  |
| 2    | Leslie Laing      | Giamaica      | 21"8  |
| 3    | Abram van Heerden | Sudafrica     | 22"9  |
| 4    | John Fairgrieve   | Gran Bretagna |       |
| 5    | Santiago Ferrando | Perù          |       |
| -    | Juan López        | Uruguay       | NP    |

| Pos. | Atleta                | Nazione       | Tempo |
| ---- | --------------------- | ------------- | ----- |
| 1    | Melvin Patton         | Stati Uniti   | 21"4  |
| 2    | Alastair McCorquodale | Gran Bretagna | 21"8  |
| 3    | Rafael Fortún         | Cuba          | 22"0  |
| 4    | Ivan Hausen           | Brasile       | 22"3  |
| 5    | Edward Haggis         | Canada        |       |
| 6    | Muhammad Sharif Butt  | Pakistan      |       |

### Semifinali
| Pos. | Atleta            | Nazione       | Tempo |
| ---- | ----------------- | ------------- | ----- |
| 1    | Herbert McKenley  | Giamaica      | 21"4  |
| 2    | Melvin Patton     | Stati Uniti   | 21"6  |
| 3    | Barney Ewell      | Stati Uniti   | 21"8  |
| 4    | Aroldo da Silva   | Brasile       |       |
| 5    | Abram van Heerden | Sudafrica     |       |
| 6    | Paul Vallé        | Gran Bretagna |       |

| Pos. | Atleta                | Nazione       | Tempo |
| ---- | --------------------- | ------------- | ----- |
| 1    | Clifford Bourland     | Stati Uniti   | 21"5  |
| 2    | Lloyd LaBeach         | Panama        | 21"6  |
| 3    | Leslie Laing          | Giamaica      | 21"6  |
| 4    | John Treloar          | Australia     |       |
| 5    | Alastair McCorquodale | Gran Bretagna |       |
| 6    | Rafael Fortún         | Cuba          |       |

### Finale
(Tra parentesi i tempi stimati)
| Pos.    | Corsia | Atleta            | Età | Nazione     | Tempo  |
| ------- | ------ | ----------------- | --- | ----------- | ------ |
| Oro     | 2      | Melvin Patton     | 23  | Stati Uniti | 21"1   |
| Argento | 4      | Barney Ewell      | 30  | Stati Uniti | 21"1   |
| Bronzo  | 3      | Lloyd LaBeach     | 26  | Panama      | 21"2   |
| 4       | 1      | Herbert McKenley  | 26  | Giamaica    | (21"3) |
| 5       | 5      | Clifford Bourland | 27  | Stati Uniti | (21"3) |
| 6       | 6      | Leslie Laing      | 23  | Giamaica    | (21"8) |